# Folklore (Argentinien)
Folklore nennt man in Argentinien traditionelle Musikformen, die sich in der Kolonialzeit vor allem aus spanischen Volksmusik-Stilen entwickelten. Dabei kann man zwischen drei Hauptrichtungen unterscheiden: dem Folklore pampeano aus der Pampa, dem Folklore Andino aus dem Nordwesten und dem Chamamé aus der Provinz Corrientes. Urbane Musikformen wie Tango und Cuarteto fallen dagegen in der Regel nicht unter den Folklore-Begriff.
Der Folklore Pampeano ist ein direkter Abkömmling der spanischen Volksmusik und hier insbesondere der Zarzuela. Die Musik wird von der relativ einheitlichen Besetzung Gesang – Gitarre geprägt, als Rhythmusinstrument kommt manchmal die Bombo hinzu, eine aus Rinderfellen hergestellte, tiefe Trommel. Charakteristische Tänze innerhalb dieser Musikform sind die langsame Zamba im 3/4-Takt und die schnellere Chacarera im 6/8-Takt. Der Folklore Pampeano ist oft melancholisch und in Moll gehalten, man findet aber auch fröhlich-leichte Stücke.
Der Folklore Andino oder Norteño ist eine Mischung aus spanischen Volksmusikformen und präkolumbischen Tänzen der Ureinwohner. Sie ist in den Nordwestprovinzen Tucumán, Salta und Jujuy verbreitet und ist eng mit der südbolivianischen Folkloremusik verwandt. In dieser Musik findet man eine breitgefächerte Besetzung: von Blasinstrumenten wie dem alphornähnlichen Erke, der Panflöte Siku und der Kerbflöte Quena, über Saiteninstrumente wie dem mandolinenartigen Charango bis hin zu einer weiten Palette von Perkussionsinstrumenten. Charakteristischster Tanz ist das fröhliche Carnavalito, geprägt von einem schnellen Vier-Viertel-Rhythmus, man findet aber auch sehr melancholische Musikformen wie den Huayno. Von der vorkolumbianischen Musik übernahm diese Folkloreform die charakteristische Obertonharmonik und teilweise auch die Pentatonik.
Der Chamamé aus der Provinz Corrientes stammt nicht von spanischen, sondern mittel- und osteuropäischen Musikformen ab, insbesondere von der Polka. Daher nennt man den Chamamé auch "polka correntina". Geprägt ist die Musik von einem Dreiertakt. Die Besetzung ist Gesang – Gitarre – Akkordeon. Die Musik hat normalerweise eine fröhlich-leichte Grundstimmung und ist die musikalische Untermalung der farbenfrohen Karnevalsumzüge.
Heute gibt es viele Gruppen, die die traditionellen Folkloreklänge vermischen und mit Einflüssen aus Rock und Pop versehen. Hierzu zählen die Nocheros aus Salta mit einem düsteren Elektro-Folklore, und die Tekis aus Jujuy, die die andine Folklore mit modernen Pop-Rhythmen mischen. Auch der Rockstar León Gieco verwendet des Öfteren Folkloreklänge aus Argentinien, aber auch anderen Ländern in seiner Musik.